# 陈鸣远

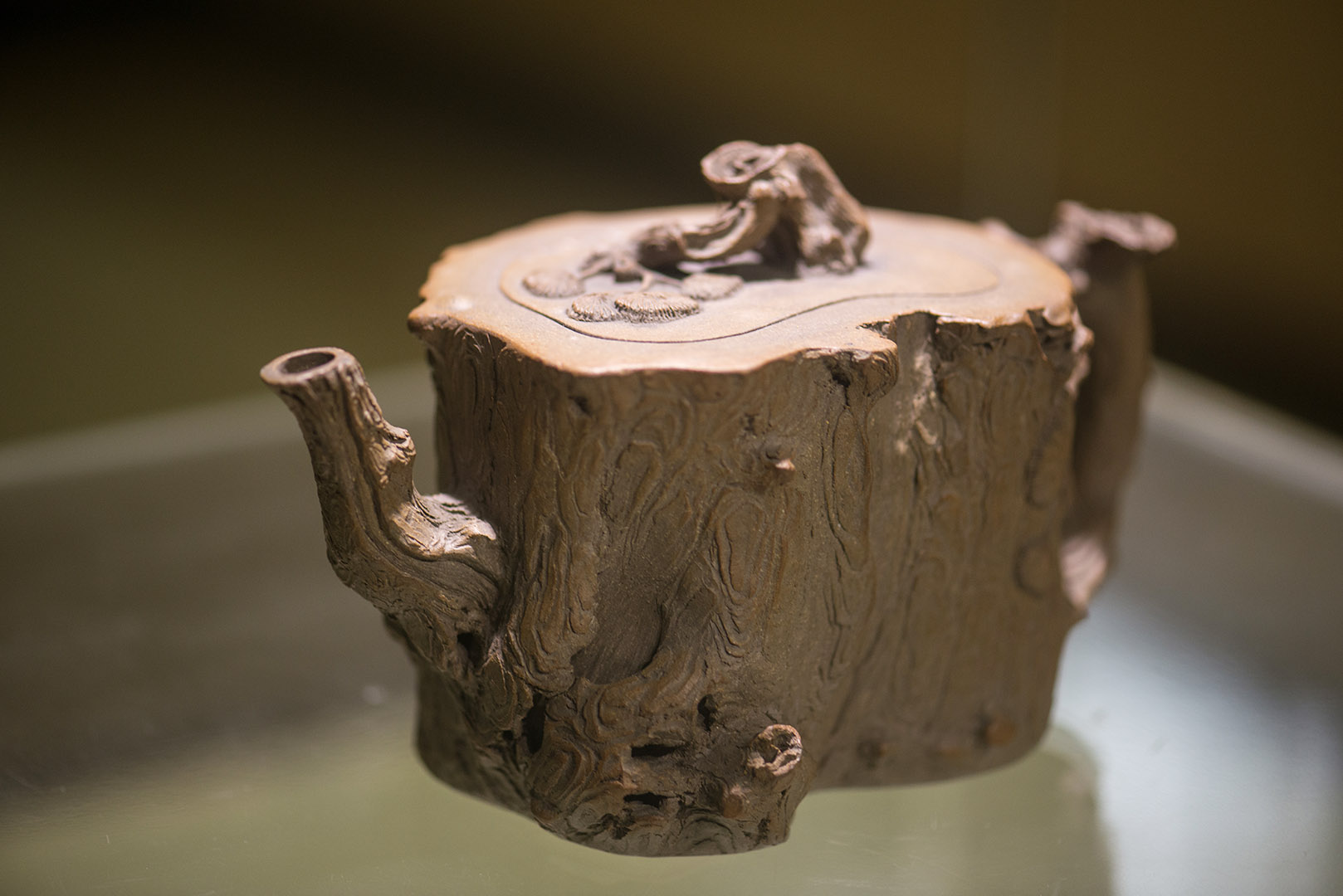
陈鸣远制紫砂松段壶（中国紫砂博物馆藏）

陈鸣远（？—？），字鸣远，号鹤峰，又号石霞山人。清代荆溪（今江苏宜兴）人，制壶名家。
出生于紫砂世家，陳子畦之子，生卒年不詳。康熙年间制陶名师，作品常被官宦以高价收藏，與供春、時大彬齊名，時稱“宮中艷說大彬壼，海外競求鳴遠碟”。其作品“紫砂菱花式壶”现藏于北京艺术博物馆。

## 作品图集

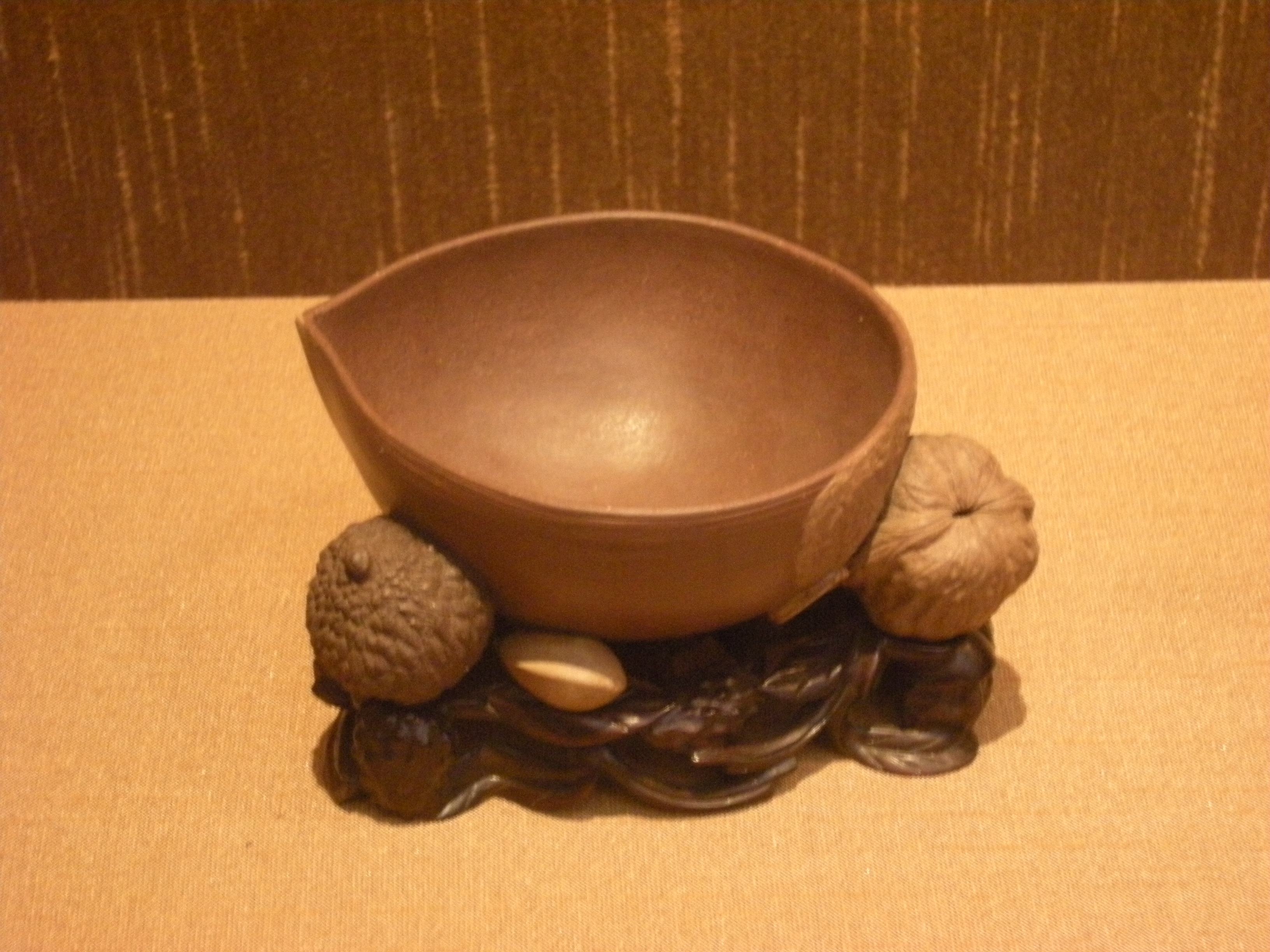
干果洗（苏州博物馆藏）
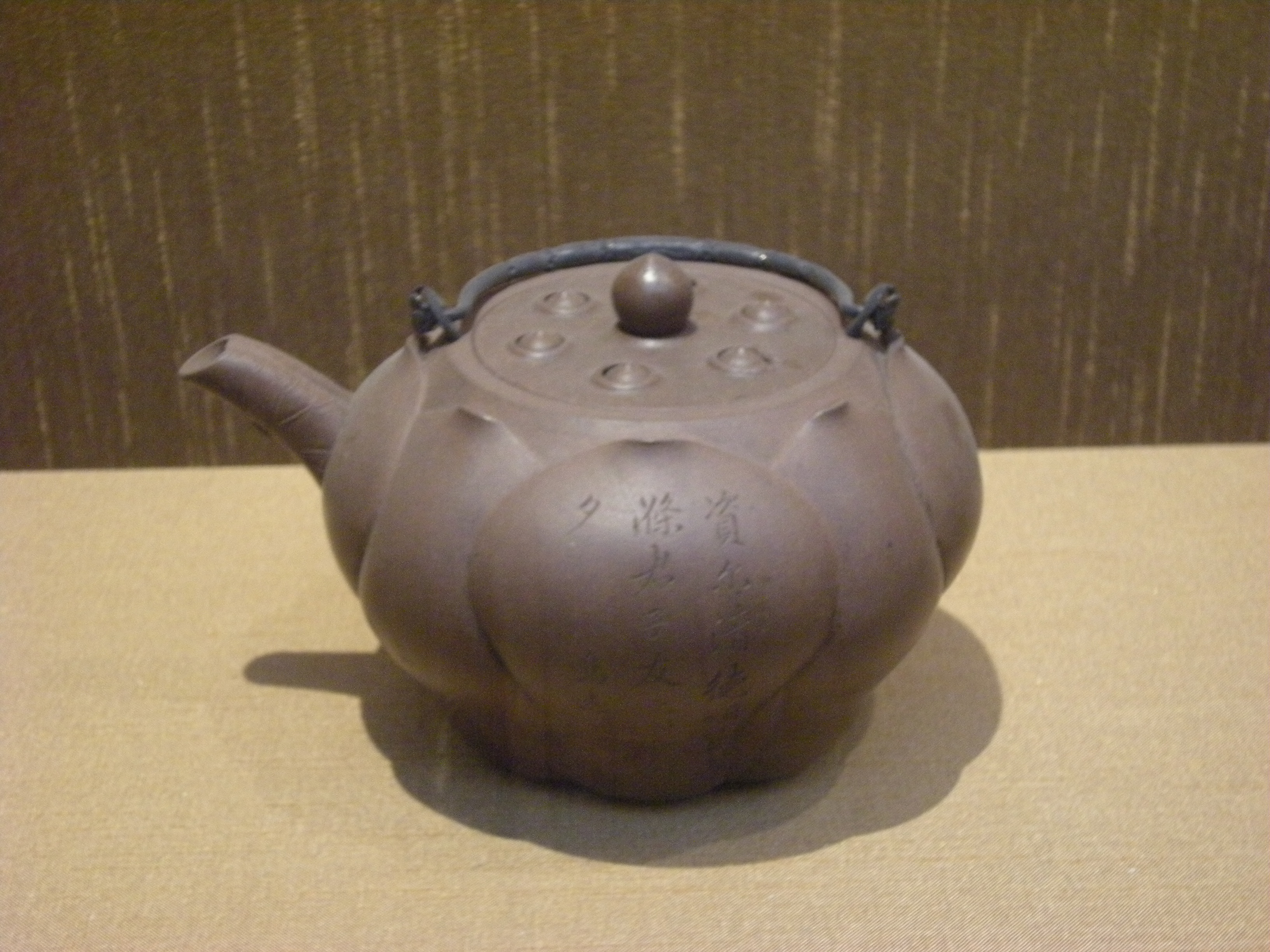
莲形银配壶（苏州博物馆藏）
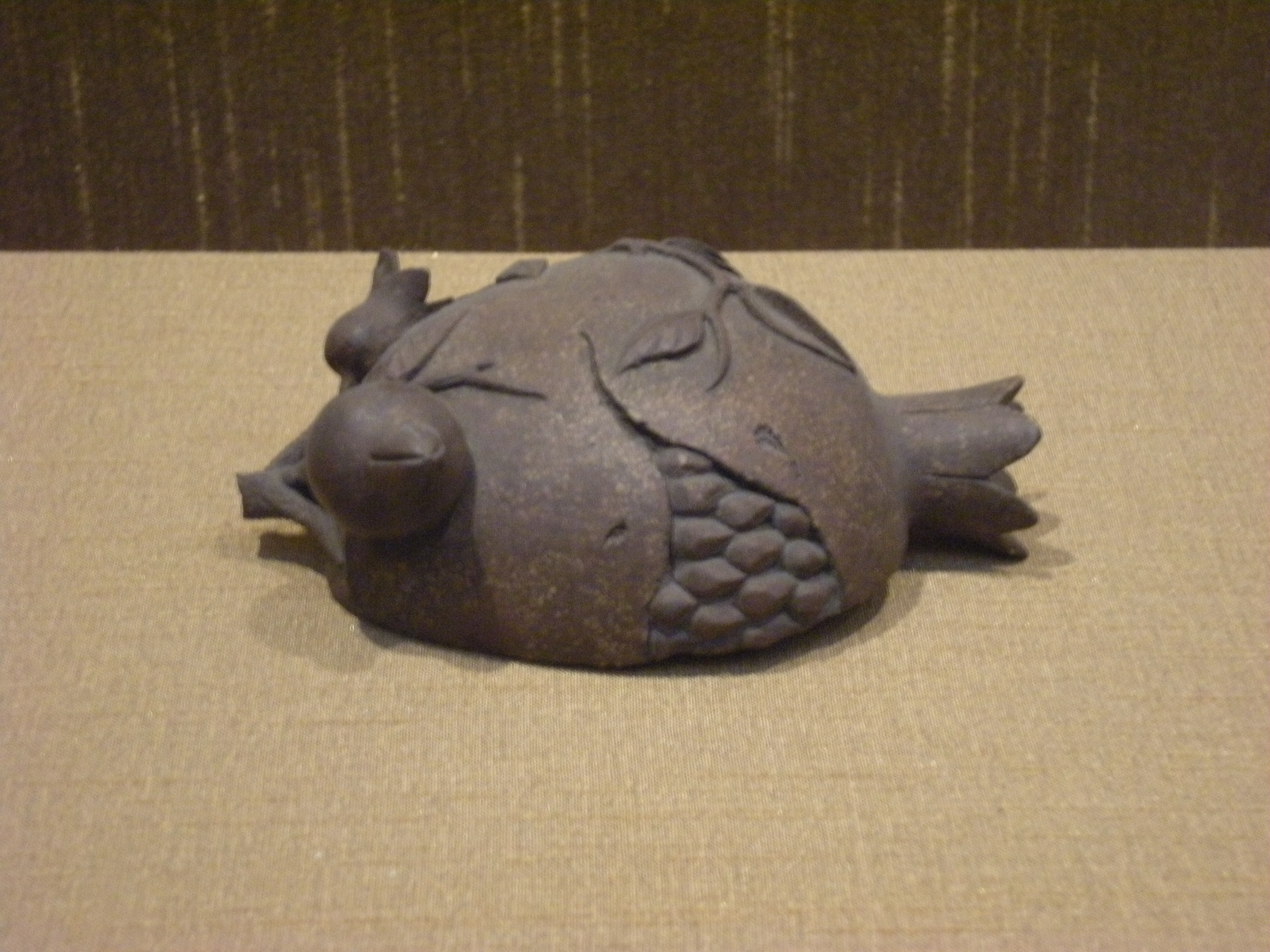
石榴杯（苏州博物馆藏）
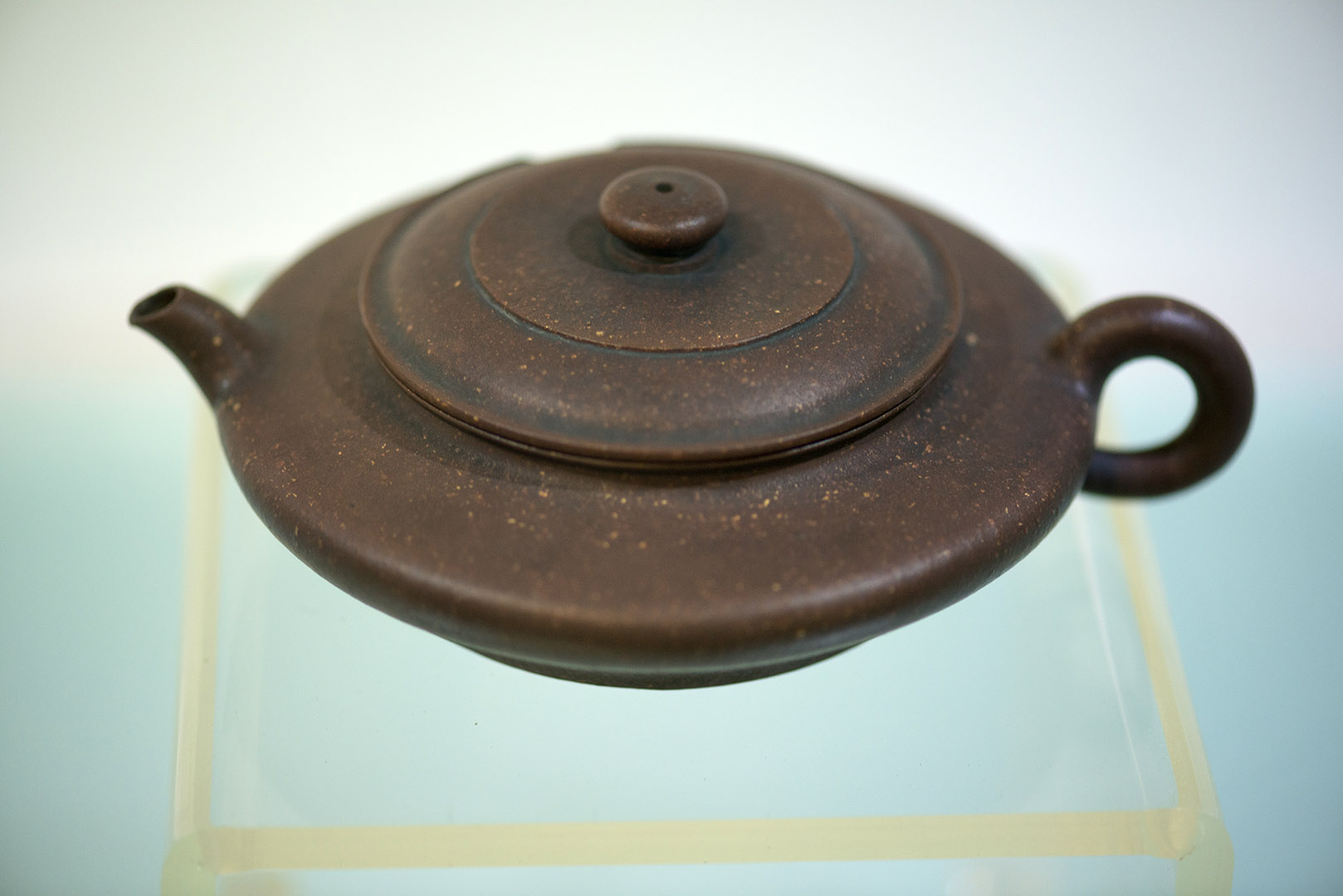
虚扁壶（中国紫砂博物馆藏）
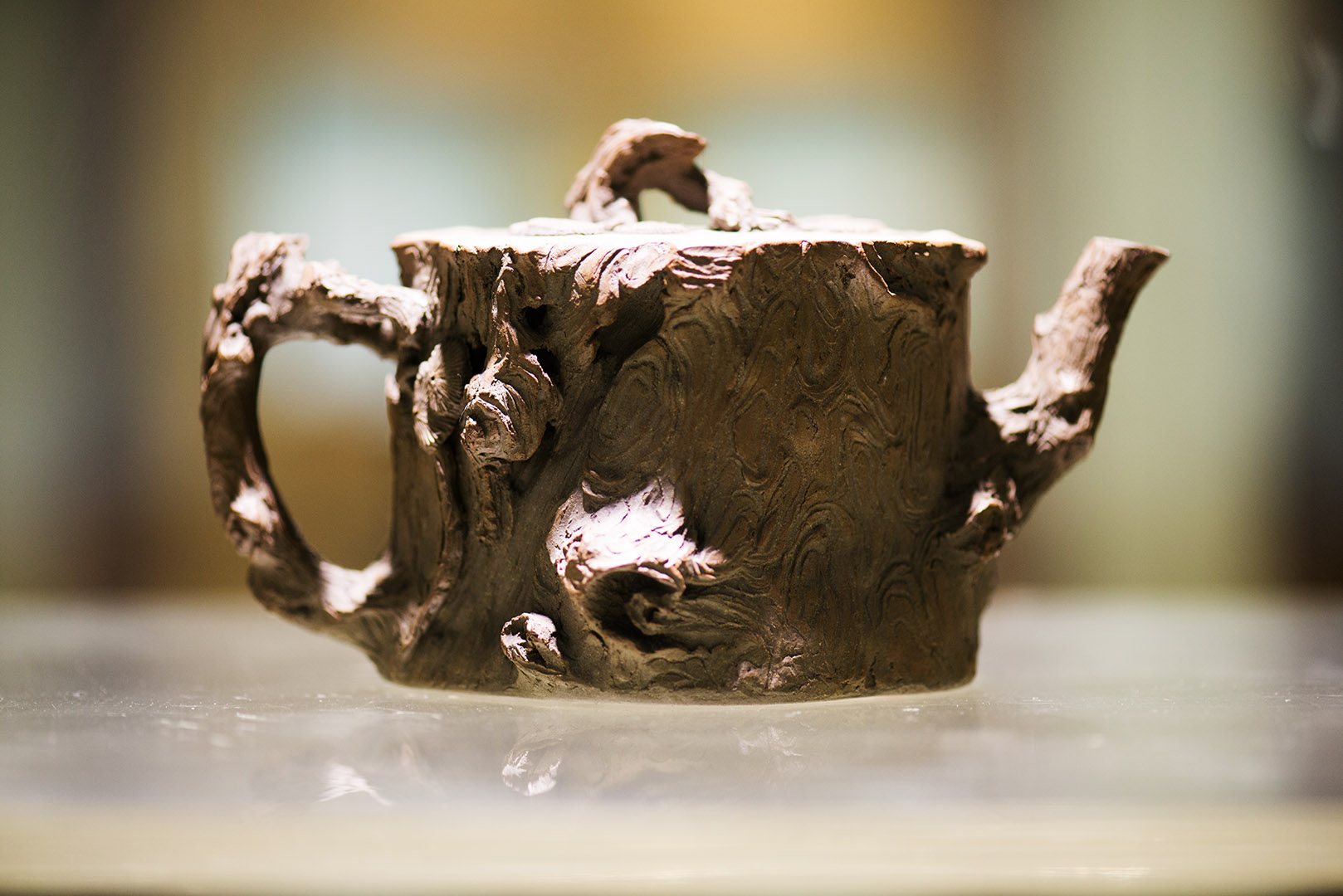
松段壶（中国紫砂博物馆藏）
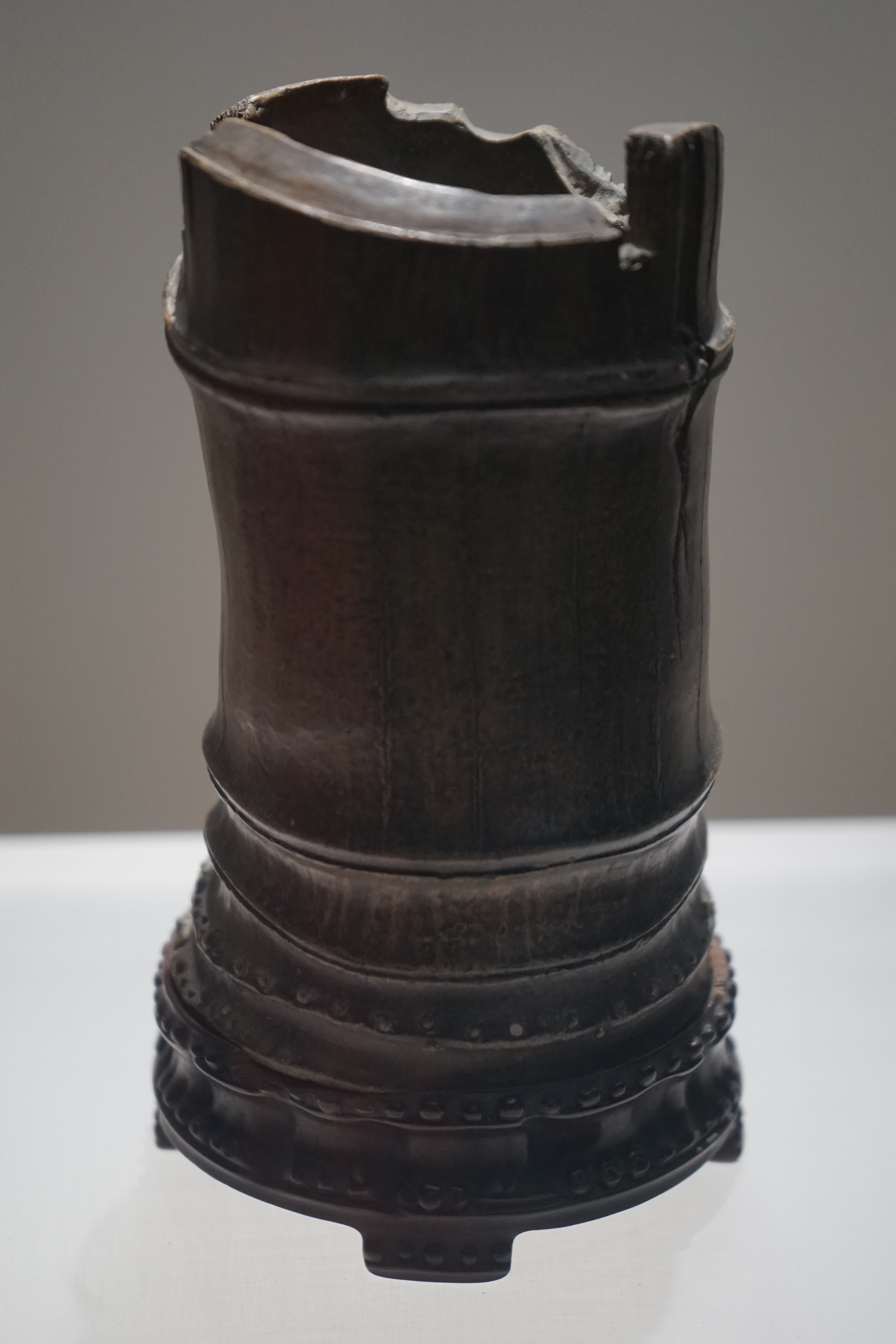
笔筒（镇江博物馆藏）